# Јан Тјерсан
Гијом Јан Тјерсан (фр. Guillaume Yann Tiersen; Брест, 23. јун 1970) је француски музичар и композитор. Светску славу је стекао компоновањем музике за филм Чудесна судбина Амелије Пулен. Његова музика је препознатљива по коришћењу великог броја инструмената, посебно гитаре, синтисајзера или виолине са инструментима као што су мелодика, ксилофон, дјечји клавир, чембало, хармоника и писаћа машина.

## Биографија
Тјерсен је рођен у Француској 1970. године. Раних 1980. највећи утицај на њега имали су The Stooges и Џој дивижон.
У Француској је постао познат након издавања свог трећег албума Le Phare али је остао релативно непознат ван Француске до објављивања музике за филм Чудесна судбина Амелије Пулен 2001. године.